# غشورقلعة محمد (مقاطعة دلفان)
غشورقلعة محمد (بالفارسية: گشورقلعه محمد) هي قرية تقع في قسم كاكاوند الشرقي الريفي (مقاطعة دلفان) في إيران. يقدر عدد سكانها بـ 40 نسمة بحسب إحصاء 2016.